# Ekkehard Schulz

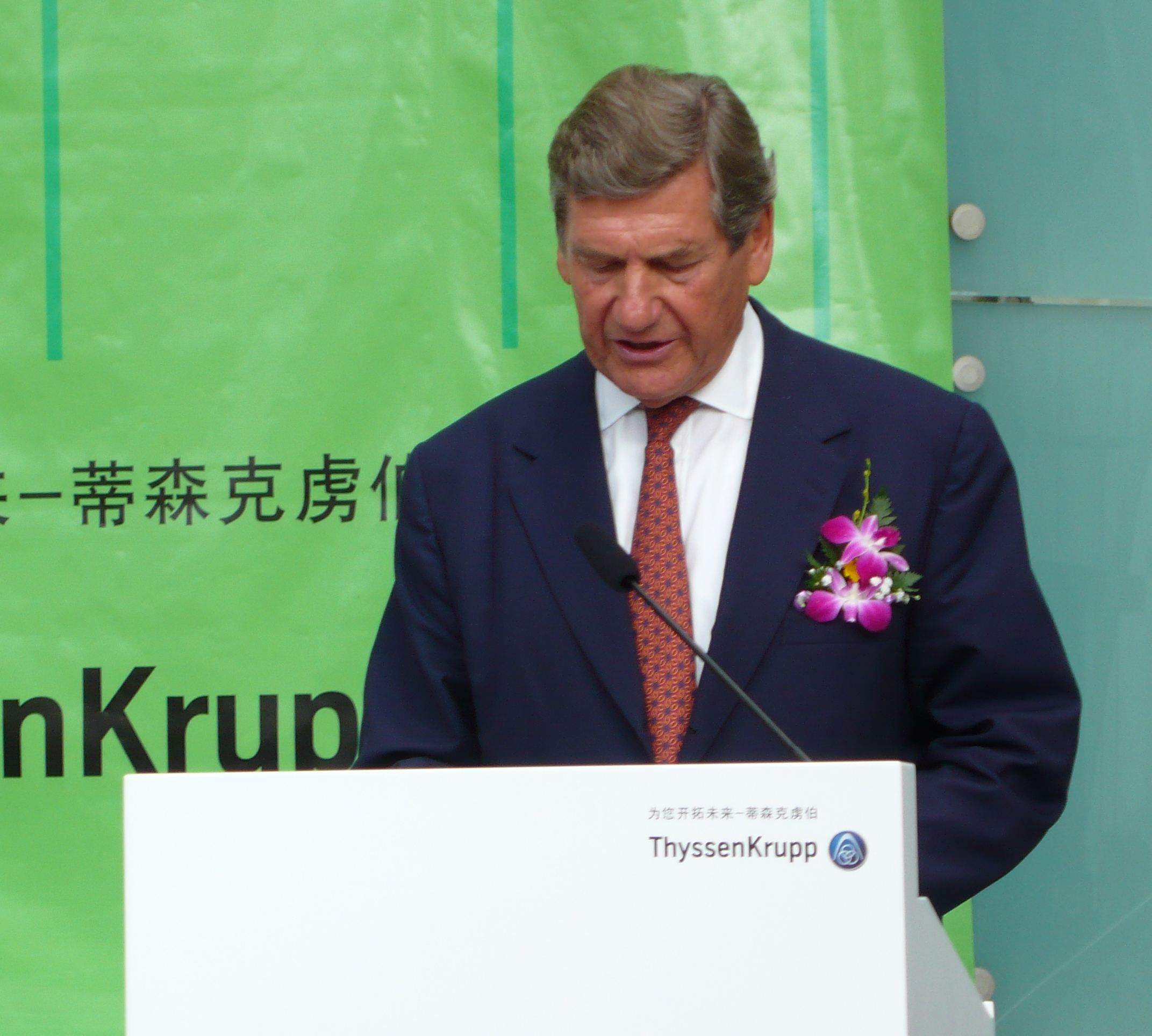
Ekkehard Schulz, 2007

Ekkehard D. Schulz (* 24. Juli 1941 in Bromberg) ist ein deutscher Manager. Von 1999 bis 2011 war er Vorstandsvorsitzender der Thyssenkrupp AG.

## Leben
Ekkehard Dietrich Schulz wurde am 24. Juli 1941 als Sohn eines Bankdirektors in Bromberg/Westpreußen geboren. Nach dem Tod des Vaters und der Vertreibung wuchs er mit Mutter und Großmutter in einem Forsthaus in der Pfalz auf. Nach dem Abitur 1961 am Gymnasium am Rittersberg in Kaiserslautern studierte Schulz Eisenhüttenwesen an der Technischen Universität Clausthal, wo er 1967 das Diplom erwarb und 1971 auch promovierte.
Anschließend trat er 1972 als Vorstandsassistent bei der Thyssen Niederrhein AG in die Thyssen-Gruppe ein. 1985 rückte er in den Vorstand der Thyssen Stahl AG auf, wo er die Fusion der bislang eigenständigen Stahl- und Edelstahlsparten einleitete und zwischen 1992 und 1996 die Zahl der Beschäftigten von 58.000 auf 35.000 massiv reduzierte. Im März 1991 stieg Schulz in den Vorstand der Thyssen AG auf. 1998 wurde Schulz zum Vorstandsvorsitzenden der Thyssen AG bestellt.
1999 war er zusammen mit Gerhard Cromme einer der Initiatoren der Fusion von Krupp-Hoesch und Thyssen zur ThyssenKrupp AG. Von 1999 bis Januar 2011 war er der erste Vorstandsvorsitzende der ThyssenKrupp AG. Sein Nachfolger dort wurde Heinrich Hiesinger.
Schulz wechselte 2011 in den Aufsichtsrat, aus dem er schon Ende desselben Jahres wieder zurücktreten musste, nachdem durch den Bau eines neuen Stahlwerkes in Brasilien bedingte Milliardenverluste offensichtlich wurden. Beim Bau des Werks waren die prognostizierten Kosten weit überschritten worden, darüber hinaus brachen durch die Finanzkrise dann auch noch die Stahlpreise ein. Thyssen-Krupp nahm Abschreibungen / Wertberichtigungen in Höhe von 2,1 Milliarden Euro auf das Stahlgeschäft in Brasilien und den USA vor und wies im Geschäftsjahr 2010/2011 (30. September) einen Verlust von 1,8 Milliarden Euro aus.
Der Stahl-Manager war in den Aufsichtsräten mehrerer Unternehmen wie MAN AG, Deutsche Bahn AG (bis 30. Juni 2006), Commerzbank AG und Preussag AG vertreten. Nach seinem Ausscheiden bei thyssenkrupp war Schulz in vier Aufsichtsräten (Stand März 2013): bei Axa, Bayer, MAN und RWE. Er hatte Ämter bei der Fraunhofer-Gesellschaft und Acatech inne. Außerdem kümmerte er sich im Auftrag des BDI und der Bundesregierung um das Thema Rohstoffe.
1999 wurde ihm eine Honorarprofessur an der Technischen Universität Clausthal übertragen. Im Juli 2004 erhielt Schulz die Ehrendoktorwürde der TU Berlin.
Schulz ist Mitglied im Förderverein der TU Clausthal und in der Akademischen Sportverbindung Barbara im Akademischen Turnbund (ATB).
Schulz zählte 2005 zu den Mitgründern des gemeinnützigen Vereins Wissensfabrik – Unternehmen für Deutschland, der sich bundesweit für die Unterstützung junger Unternehmer einsetzt und MINT-Bildung fördert. Im August 2010 unterzeichneten Schulz und etwa 40 andere Prominente den Energiepolitischen Appell für eine Laufzeitverlängerung deutscher Kernkraftwerke.

## Auszeichnungen
- 1999: Honorarprofessor der TU Clausthal
- 2004: Ehrendoktorwürde der TU Berlin[15]
- 2008: Innovationspreis des Landes Nordrhein-Westfalen für sein Lebenswerk[16]
- 2015: „Der Fraunhofer“, die höchste Auszeichnung der Fraunhofer-Gesellschaft[17]

## Schriften
- 55 Gründe, Ingenieur zu werden. Murmann Verlag, Hamburg 2010, ISBN 978-3-86774-105-7